# Ипподром (станция метро, Киев)
«Ипподро́м» (укр. «Іподро́м»,  (слушать)о файле) — 51-я станция Киевского метрополитена. Расположена в Голосеевском районе, на Оболонско-Теремковской линии между станциями «Выставочный центр» и «Теремки» в районе перекрёстка проспекта Академика Глушкова и улицы Василия Касияна. Открыта 25 октября 2012 года. Название — от расположенного поблизости киевского ипподрома. Пассажиропоток — 9,0 тыс. чел./сутки. С 13 декабря 2023 года по 12 сентября 2024 года в связи с разгерметизацией тоннеля на перегоне Лыбедская—Демиевская , станция принимала поезда курсирующие в режиме челнока по маршруту Демиевская—Теремки, с основной частью линии связь была прервана на время ремонта.

## Конструкция станции
В декабре 2010 года на коллегии градостроительного совета был представлен проект продления Куренёвско-Красноармейской линии метрополитена от станции «Выставочный центр» до Одесской площади. Согласно этому проекту планировалось, что станция «Ипподром» будет односводчатой. Однако впоследствии проект был изменён. В декабре 2011 года были представлены новые рендеры, согласно которым станция будет колонной трёхпролётной, с галереей над одним из путей.
За станцией сооружены камеры съездов для перспективного ответвления тоннелей в сторону жилого массива Теремки-II.

## Строительство
Строительство станции начато осенью 2011 года. По состоянию на февраль 2012 года частично раскрыт котлован будущей станции. Два проходческих механизированных комплекса в конце сентября 2011 года начали строительство перегонных тоннелей от станции «Выставочный центр». 28 февраля 2012 года состоялась сбойка правого перегонного тоннеля с котлованом станции, 10 апреля 2012 года — левого. По состоянию на начало октября 2012 года станция готова в конструкциях, сооружены выходы и производится её отделка. 20 октября 2012 года на станцию пришёл пробный поезд.

## Особенности организации движения
На станции временно работала только одна платформа — по первому пути было организовано челночное движение до станции «Выставочный центр». Такая схема движения организована в связи с тем, что на станции «Ипподром» нет путевого развития для оборота поездов. Станцию планировалось открывать одновременно со станцией «Теремки», на которой бы оборот осуществлялся. Однако вследствие нехватки финансирования дату открытия станции «Теремки» перенесли на 2013 год.

## Предложения по переименованию
Комиссия по вопросам наименований и памятных знаков Киевской городской государственной администрации (КГГА) с подачи Общества украинского языка Киевского национального университета имени Т. Шевченко поддержала идею изменения проектного названия станции киевского метрополитена «Ипподром» на «Одесская».

Есть определённая традиция, когда на выезде из Киева находится станция метро, что своим названием символизирует определённое направление — Минская, Черниговская, Харьковская… Теперь будет ещё и Одесская, к тому же связана с Одесской площадью, которая находится рядом— сообщил член комиссии по вопросам наименований и памятных знаков исполнительного органа Киевсовета (КГГА) Александр Бригинец
Однако профильная Комиссия по вопросам культуры и туризма Киевского городского совета в сентябре 2012 года не поддержала это предложение.
Киевсовет в заседании депутатов 1 ноября 2012 года не поддержал переименование только что открытой станции в Одесскую (за 12 депутатов из необходимых 61).
Кроме того, станция «Одесская» уже присутствует в плане развития Оболонско-Теремковской линии в качестве крайней с южной стороны линии, после станции «Теремки».

Галерея
кассовый зал
путевая стена в направлении станции Теремки
путевая стена в направлении станции Выставочный центр
выход станции со стороны Ипподрома